# Превземане на Клисура
Превземането на Клисура е битка по време на Илинденско-Преображенското въстание между чети на Вътрешната македоно-одринска революционна организация с османски войски в Клисура.
На 22 юли 1903 година Никола Андреев с чета от 150 души напада Клисурския гарнизон, но е отблъснат с шест жертви. На следващия ден около градчето се съсредоточават 600 четници. Една от четите разбива идващата от Кайляри турска войска и пленява обоза ѝ, друго въстаническо отделение настъпващо откъм Куманичево прогонва 50 турски войници от позициите им извън града. В последвалото настъпление на четите към градчето турският гарнизон от около 300 войници е принуден да се изтегли от него. Четниците се барикадират в Клисура, който остава в техни ръце до османското настъпление на 14 август 1903 година.